# Funil separador

Dois tipos de funis: A - tipo cone e B - cilíndrico

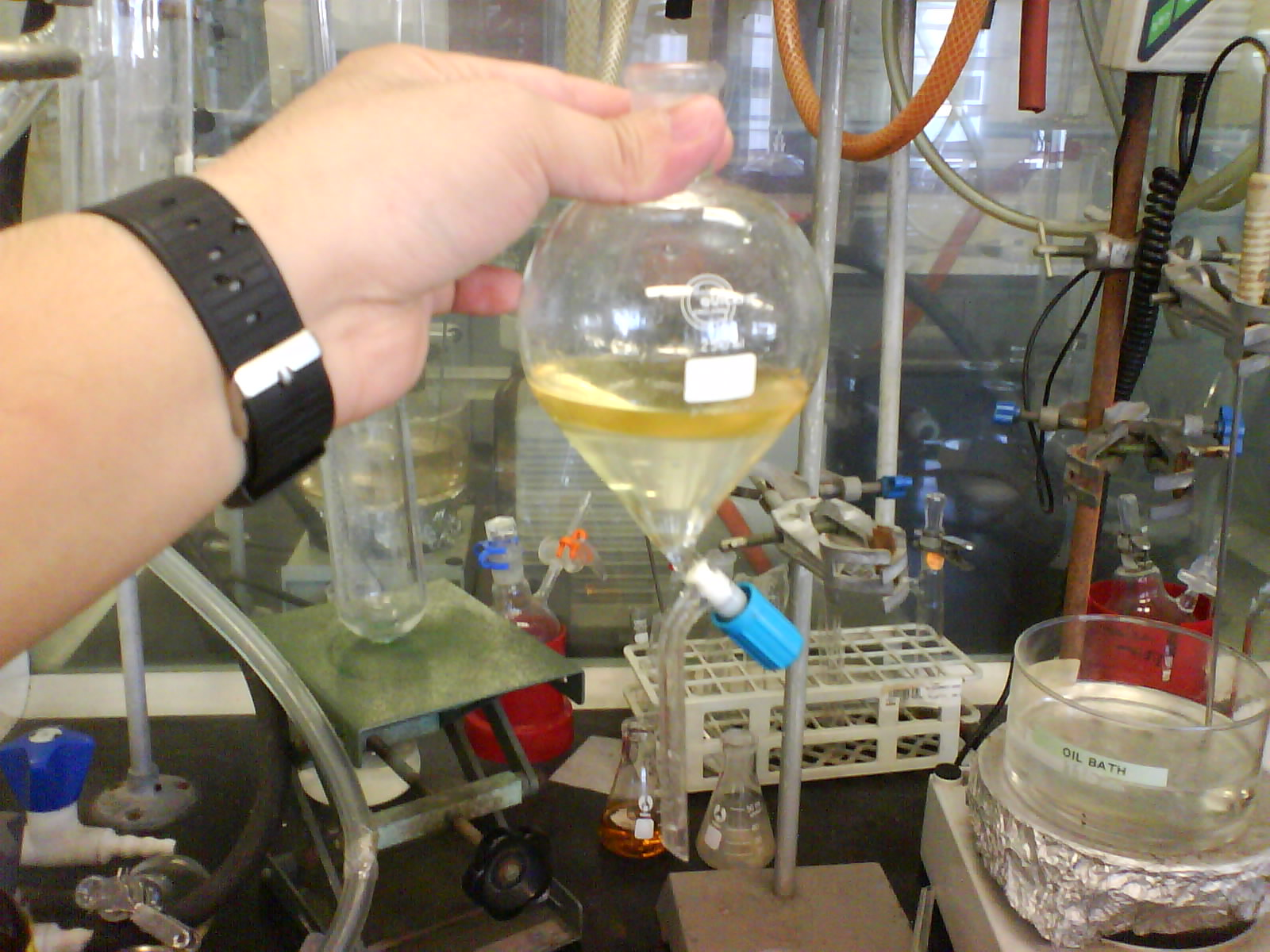
Camada de éter com um composto amarelo que é dissolvido no topo e uma fase aquosa no fundo.

O funil separador, ou funil de separação, ou ainda ampola de decantação, é uma peça de vidraria de laboratório usada para separar líquidos imiscíveis de diferentes densidades..
Geralmente, um dos líquidos será a água e o outro, um solvente orgânico como o éter ou o clorofórmio. O funil, que possui uma forma de cone sobreposto por um semi-esfera, tem uma torneira na parte de baixo e um bocal na parte de cima.
Para usá-lo, os dois líquidos em uma mistura são vertidos dentro do funil através do bocal, com o registro fechado. O funil é então tapado, agitado, invertido e o registro é aberto cuidadosamente, para liberar a pressão em excesso, e deixado em descanso. Depois, o registro é aberto de forma a deixar que o líquido mais denso escoe para um outro recipiente. O usuário deve ser cuidadoso de forma  fechar o registro exatamente quando todo o líquido mais denso tenha sido evacuado do funil. Isso exige uma certa habilidade. O líquido remanescente pode assim ser transferido a um outro recipiente ou a qualquer lugar onde seja necessário.